# Давид Феррер
Давид Феррер (ісп. David Ferrer Ern) — колишній іспанський тенісист. Найвищу одиночну позицію світового рейтингу — 3 місце досяг 8 липня 2013, парну — 42 місце — 24 жовтня 2005 року. Здобув 27 одиночних та 2 парні титули.
Давид Феррер розпочав кар'єру тенісиста-професіонала у 2000 році. До чільної десятки світового рейтингу він уперше ввійшов у 2005 році. Давид відомий як спеціаліст із ґрунтових кортів, але мав успіхи також і на харді. Він двічі вигравав Кубок Девіса у складі іспанської команди — у 2008 та 2009 роках. Найвищим досягненням на турнірах Великого шолома був фінал в одиночному розряді. Завершив кар'єру 2019 року.

### Стиль
Давид Феррер порівняно невисокий тенісист і не має у своєму арсеналі особливо ефективної зброї, але відомий своїми бійцівськими якостями, швидкістю та корті та витривалістю. Він виграє здебільшого завдяки стабільній грі на задній лінії. Його удари з відскоку здебільшого лягають дуже глибоко. На сітці він почувається не дуже зручно, але швидкість пересування дає йому змогу перехоплювати удари супротивника, якщо той у незручному положенні.

## Спортивна біографія

### Юність
Давид Феррер переїхав до Ганді, коли йому було 13. Наступні два роки він відвідував федерацію тенісу Каталонії, де проходив навчання. Феррер провів дев'ять місяців в Екьюліте, в академії Хуана-Карлоса Ферреро, розташованої у Вілен, перед тим, як повернутися в Хавеа, де він тренувався в Денії.

### Професійна кар'єра
Феррер став професійним тенісистом у 2000 році, закінчивши сезон 419-ю ракеткою світу, вигравши невеликі турніри в Польщі та Іспанії, а також в Іспанії грав у фіналі, але виграти не зумів. 2001-й став не дуже вдалим для Феррера, він виграв перший титул у серії «Челенджер», здобувши перемогу в Сопоті, а наступного тижня дійшов до півфіналу турніру Манерба. У тому ж сезоні він доходив до півфіналів напівпрофесійних турнірів в Іспанії.

#### 2002
Феррер вражаюче закінчує сезон, маючи позитивний баланс зустрічей у матчах серії ATP (10-8) і Челленджером (35-13), в тому ж році, він виграє перший турнір серії ATP в Бухаресті (перемігши у фіналі Акасусо) і доходить до фіналу турніру в Умазі ATP (вигравши Налбандяна, Корію, програвши Мойе). Виграє Челенджер у Наполі, Валенсії й Сассуоло. У всіх 10 матчах серії ATP здобуває перемоги, а в челенджері у 34 з 35 матчів на ґрунті бере верх над суперниками.

#### 2003
Головним досягненням Феррера у 2003 році стала перемога над Андре Агассі на турнірі в Римі — Rome Masters. У тому ж році він дебютує на всіх чотирьох турнірах Великого шолому і бере участь у шести змаганнях ATP серії «Мастерс». На Роланд Гаррос і Вімблдоні іспанець доходить до другого раунду. Пізніше втретє в кар'єрі грає у фіналі турніру в Сопоті, програвши у вирішальному матчі Коріі. У парному розряді вперше виходить у фінал, в Акапулько (ц парі з Фернандо Вісенте). Маючи баланс 13-16 на ґрунті, 6-10 на харді, 1-1 на траві, Феррер закінчує рік на 71-му місці в рейтингу ATP.

#### 2004
У 2004 році Феррер доходить до чвертьфіналів у Буейнос-Айресі, Валенсії і на турнірі серії «Мастерс» в Гамбурзі (обігравши 6-ту ракетку світу — Давіда Налбандяна). У Штутгарті виходить у півфінал, але програє Гастону Гаудіо. Пізніше були чвертьфінали у Бухаресті і півфінали в Палермо і Ліоні (обіграний Хуан Карлос Ферреро, програв Ксавьє Малісс). Закінчує рік на 49-му місці в рейтингу одиночного розряду.

#### 2005
Феррер доходить до півфіналу в Маямі, обігравши Налбандяна, Ферреро і Хрбати, програвши тільки Надалю. На домашньому турнірі у Валенсії виходить у фінал, але поступається росіянинові Ігорю Андрєєву у трьох сетах. Доходить до чвертьфіналу в Монте Карло і півфіналу у Римі. У третьому для нього Роланд Гаррос доходить до чвертьфіналу, у 4-му раунді в п'яти сетах обігравши чинного чемпіона Гаудіо, але відразу поступається майбутньому переможцю — Рафаелю Надалю. На US Open доходить до 3-го раунду, програвши там Домініку Хрбати. Далі був чвертьфінал у Мадриді та Парижі. З восьми турнірів «Мастерс» лише в одному Феррер не долає бар'єр першого раунду. За сезон Феррер виграє два турніри в парному розряді, разом із партнером Вентурою йому підкоряються змагання у Вина дель Мар і Акапулько. У підсумку на його рахунку призових вже 951 772 долара, рік закінчує 14-ю ракеткою світу.

#### 2006
Починає рік як надзвичайно вдало, з чвертьфіналу, на незручному для нього харді в Окленді. Уперше в кар'єрі входить в десятку найкращих тенісистів, дійшовши на Аустраліан Оупен до 4-го раунду (вигравши Маріо Анчіч, програвши Фабрісу Санторо). Але в десятці найсильніших Феррер протримався лише п'ять тижнів. Потім в іграх на Кубок Девіса бере участь у матчі проти збірної Білорусі. У березні вдруге поспіль виходить до півфіналу в Маямі, програвши Роджеру Федереру, а також до чвертьфіналу в Гамбурзі, програвши лише майбутньому переможцю — Томмі Робредо. У Дюссельдорфі виграє у двох гравців із першої десятки, 4-й ракетки світу Івана Любічіча і 9-ї Фернандо Гонсалеса. Доходить до 3-го раунду відкритого чемпіонату Франції і 4-го раунду на Уїмблдоні (виграв у Фернандо Гонсалеса, програв Хьюітт).
У липні Феррер виграє другий у кар'єрі титул серії ATP в п'ятигодинному матчі проти Акасусо, програючи у другому сеті 1-5, він зумів витягнути матч, відігравши навіть один матчбол. У серпні на хардових турнірах в Цинциннаті і Айдахо доходить до чвертьфіналу, а пізніше до 3-го раунду в Нью-Хейвені. На ЮС Оупен вдруге поспіль доходить до 3-го раунду, програвши там Саусу. Феррер закінчує рік у чвертьфіналі Базеля, програвши Федереру. За рік він має баланс 3-5 проти гравців з першої десятки, 18-8 на ґрунті і 17-13 на харді. Знову закінчує рік на 14-й позиції рейтингу

#### 2007
На першому турнірі сезону в Оукленді Феррер доходить до фіналу, у якому обігрує Томмі Робредо. На Аустраліан Оупен він обіграє Крістіана Плессі, Томаса Йоханссона і Радека Штепанека, програвши в п'яти сетах Марді Фішу в 4-му раунді. Місяць по тому він доходить до чвертьфіналу в Роттердамі, а ще пізніше в Індіан Велсі та Монте Карло, а також до 4-го раунду в Маямі і Гамбурзі, і півфіналу в Барселоні.
На відкритому чемпіонаті Франції у 3-му раунді його зупиняє Фернандо Вердаско, а на Вімблдоні у 2-му раунді — француз Поль-Анрі Матьє.
У липні він виграє другий титул у сезоні і четвертий за кар'єру, у фіналі турніру в Бастааде, обігравши Ніколаса Альмагро. Так само доходить до чвертьфіналу «Мастерсу» в Цинциннаті, а в Айдахо у 3-му раунді поступається Енді Роддіку. На ЮС Оупен під 15-м номером посіву доходить до півфіналу, попутно обігруючи Давида Налбандяна, Рафаеля Надал і Хуана-Ігнасіо Челу, програвши тільки 3-му сеяному Новаку Джоковічу. Успішний виступ на ЮС Опун дало йому змогу піднятися на 8-й рядок рейтингу. Після ЮС Оупен Феррер отримує перемогу в Токіо, обігравши Рішара Гаске у фіналі. На турнірі «Мастерс» в Парижі, доходить до чвертьфіналу, але поступається Давиду Налбандяну.
На підсумковому турнірі «Теніс Мастерс» Феррер отримує 6-й номер посіву. У першому матчі виграв у Джоковича, а у другому — у другого сіяного Надаля. Пройшовши кваліфікацію, обігрує Рішара Гаске 6-1, 6-1, і став єдиним, хто показав найкращий баланс виграних-програних сетів (6-1). У півфіналі обігрує Енді Родіка, а у фіналі поступається Роджеру Федереру. Рік закінчує на дуже високій 5-й позиції.

#### 2008
На початку року, на турнірі в Окленді, програє у чвертьфіналі Жюльєну Беннето, хоча Феррер був першим сіяним. На Аустраліан Оупен без проблем проходить до 3-го раунду, у 4-му обігрує Хуана-Карлоса Ферреро у чотирьох сетах, а у чвертьфіналі поступається майбутньому переможцю Новаку Джоковічу. 25 лютого Феррер став четвертою ракеткою світу, незважаючи на поразку в другому раунді турніру в Роттердамі.
20 квітня виграє перший турнір у році і шостий у кар'єрі, обігравши Ніколаса Альмагро у фіналі Open де Теніс Комунідад Валенсіана, відігравши три матчболи в матчі з Фернандо Вердаско, зумів відігратися у фіналі, програючи у вирішальному сеті 5-2, причому в Альмагро було два брейкпойнти.
Феррер доходить до чвертьфіналу в Монте Карло, програючи там майбутньому чемпіону турніру Рафаелю Надалю, хоча в другому сеті в нього було п'ять сетболів. На наступному тижні в Барселоні доходить до фіналу, обігравши Ніколаса Лапентті, Томмі Робредо і Станісласа Ваврінки, але програвши Надалю у фіналі.
На Ролан Гаррос повторює своє найкраще досягнення, вийшовши у чвертьфінал, програвши улюбленцю місцевої публіки Гаелю Монфісу. Феррер починає сезон на траві перемогою в Хертогенбосе. Для нього це став перший титул на траві і сьомий у кар'єрі, ставши другим іспанцем, після Надаля, якому вдавалося виграти турнір на траві за 36 років. Але на Вімблдоні програє вже в третьому раунді Маріо Анчіч.
На ЮС Оупен несподівано програє 126-й ракетці світу Кею Нішікорі у п'яти сетах, не реалізувавши п'ять матчболів.

#### 2009
Феррер грає у фіналах Дубаї і Барселони, але в обох програє Новаку Джоковичу і Рафаелю Надалю відповідно. Через травми пропускає чвертьфінал Кубка Девіса. У Монреалі програє Федереру, маючи брейк у фінальному сеті.
1 вересня 2009 стартує в першому раунді ЮС Оупен, в якому зіграв проти співвітчизника Альберто Мартіна.

## 2011
На Відкритому чемпіонаті Австралії Феррер добрався до півфіналу, вигравши у чвертьфіналі у першої ракетки світу Рафаеля Надаля у трьох сетах. Надаль грав матч із Феррером із травмою. У півфіналі Феррер поступився Енді Маррею у чотирьох сетах. Давид Феррер не зміг пробитися до другого кола турніру в Роттердамі з призовим фондом 1 мільйон 150 тисяч євро. У стартовому матчі напівфіналіст Відкритого чемпіонату Австралії 2011 року поступився у двох сетах представнику Фінляндії Яркко Ніємінєну — 3:6, 4:6.

## Феррер в Україні
4—5 липня 2009 р. тенісисти Фернандо Вердаско та Давид Феррер перебували в Україні за запрошенням голови комітету Верховної Ради з питань сім'ї, молоді та спорту Павла Костенка.
У суботу, 4 липня, на кортах спортклубу «Селена» у Черкасах зірки світового тенісу давали майстер-клас для юних українських тенісистів.

## Загальна статистика

### Графік виступів на турнірах Великого шлему
| W | Ф | ПФ | ЧФ | #Р | КТ | К# | DNQ | A | NH |

| Турнір                                 | 2002 | 2003 | 2004 | 2005 | 2006 | 2007 | 2008 | 2009 | 2010 | 2011 | 2012 | 2013 | 2014 | 2015 | 2016 | 2017 | 2018 | SR     | В-П    | Перемога % |
| -------------------------------------- | ---- | ---- | ---- | ---- | ---- | ---- | ---- | ---- | ---- | ---- | ---- | ---- | ---- | ---- | ---- | ---- | ---- | ------ | ------ | ---------- |
| Відкритий чемпіонат Австралії з тенісу |      | 1р   | 2р   | 1р   | 4р   | 4р   | ЧФ   | 3р   | 2р   | ПФ   | ЧФ   | ПФ   | ЧФ   | 4р   | ЧФ   | 3р   | 1р   | 0 / 16 | 41–16  | 72%        |
| Відкритий чемпіонат Франції з тенісу   | К2р  | 2р   | 2р   | ЧФ   | 3р   | 3р   | ЧФ   | 3р   | 3р   | 4р   | ПФ   | Ф    | ЧФ   | ЧФ   | 4р   | 2р   | 1р   | 0 / 16 | 44–16  | 73%        |
| Вімблдонський турнір                   |      | 2р   | 2р   | 1р   | 4р   | 2р   | 3р   | 3р   | 4р   | 4р   | ЧФ   | ЧФ   | 2р   |      | 2р   | 3р   | 1р   | 0 / 15 | 28–15  | 65%        |
| Відкритий чемпіонат США з тенісу       |      | 1р   | 1р   | 3р   | 3р   | ПФ   | 3р   | 2р   | 4р   | 4р   | ПФ   | ЧФ   | 3р   | 3р   | 3р   | 1р   | 1р   | 0 / 16 | 32–16  | 67%        |
| В-П                                    | 0–0  | 2–4  | 3–4  | 6–4  | 10–4 | 11–4 | 12–4 | 7–4  | 9–4  | 14–4 | 18–4 | 19–4 | 10–4 | 9–3  | 10–4 | 5–4  | 0–4  | 0 / 63 | 145–63 | 70%        |

### Фінали турнірів Великого шлему: 1 (1 поразка)
| Результат | Рік  | Турнір                               | Покриття | Суперник       | Рахунок       |
| --------- | ---- | ------------------------------------ | -------- | -------------- | ------------- |
| Поразка   | 2013 | Відкритий чемпіонат Франції з тенісу | Ґрунт    | Рафаель Надаль | 3–6, 2–6, 3–6 |

### Графік виступів на чемпіонатах завершення сезону
| Турнір    | 2002 | 2003 | 2004 | 2005 | 2006 | 2007 | 2008 | 2009 | 2010 | 2011 | 2012 | 2013 | 2014 | 2015 | 2016 | 2017 | 2018 | 2019 | SR    | В-П  | % виграшів |
| --------- | ---- | ---- | ---- | ---- | ---- | ---- | ---- | ---- | ---- | ---- | ---- | ---- | ---- | ---- | ---- | ---- | ---- | ---- | ----- | ---- | ---------- |
| Фінал ATP | DNQ  | DNQ  | DNQ  | DNQ  | DNQ  | Ф    | DNQ  | DNQ  | RR   | ПФ   | RR   | RR   | RR   | RR   | DNQ  | DNQ  | DNQ  | DNQ  | 0 / 7 | 8–14 | 36%        |

### Фінали на турнірах завершення сезону: 1 (1 поразка)
| Результат | Рік  | Турнір | Покриття   | Суперник       | Рахунок       |
| --------- | ---- | ------ | ---------- | -------------- | ------------- |
| Поразка   | 2007 | Шанхай | Тверде (i) | Роджер Федерер | 2–6, 3–6, 2–6 |